# Wannenmacherei

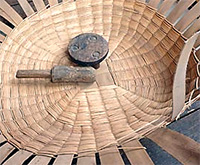

Die Wannenmacherei ist eine Sonderform der Korbflechterei. Die Wannenmacher waren Korbmacher, sie flochten Worfeln (auch: Getreideschwinge, Kornschwinge oder Wanne genannt), in denen das Getreide hochgeworfen wurde, so dass der Wind „die Spreu vom Weizen trennen“ konnte.
Die Blütezeit dieses Gewerbes lag im 18. Jahrhundert. Die Herstellung der Wannen war sehr arbeits- und zeitintensiv. Meister benötigten fast einen Arbeitstag zur Fertigstellung  einer Wanne. Die in Familienbetrieben tätigen Arbeitsgemeinschaften mussten zur Sicherung ihres Lebensunterhaltes zwischen 300 und 500 Wannen im Jahr herstellen. Eines der Zentren der Wannen-Produktion lag um 1750 in Emsdetten, wo in jenen Jahren bis zu 30.000 Stück von etwa 100 Familienbetrieben gefertigt wurden. Damit war die Hälfte der Einwohner Emsdettens von diesem Handwerk abhängig.

## Museum
In Emsdetten (Nordrhein-Westfalen) zeigt das Wannenmacher-Museum die Geschichte dieses alten Handwerks.